# Code Red
Code Red es el noveno álbum de la banda de thrash metal, Sodom. En este álbum, Sodom volvió al thrash metal clásico, que complace a muchos aficionados. También fue lanzado como una edición limitada de dos discos con un álbum homenaje de Sodom llamado, Homage to the Gods y en una edición de dos discos con un álbum de Onkel Tom Angelripper llamada Ich glaub'nicht un Weihnachtsmann den.

## Lista de temas
- 1. «Intro» - 0:48
- 2. «Code Red» - 3:55
- 3. «What Hell Can Create» - 3:32
- 4. «Tombstone» - 3:55
- 5. «Liquidation» - 2:45
- 6. «Spiritual Demise» - 2:51
- 7. «Warlike Conspiracy» - 2:50
- 8. «Cowardice» - 4:17
- 9. «The Vice of Killing» - 4:22
- 10. «Visual Buggery» - 3:13
- 11. «Book Burning» - 2:34
- 12. «The Wolf & the Lamb» - 3:19
- 13. «Addicted to Abstinence» - 2:06

- Introducción de la muestra se toma de la película "Full Metal Jacket".

## Créditos
- Tom Angelripper– Voz, bajo
- Bernemann – Guitarra
- Bobby Schottkowski – Batería